# Підверніха
Підве́рніха (рос. Подверниха, ерз. Подверниха) — село у складі Старошайговського району Мордовії, Росія. Входить до складу Новоакшинського сільського поселення.
Населення — 151 особа (2010; 174 у 2002).
Національний склад (станом на 2002 рік):
- росіяни — 91 %

У селі народився Герой Радянського Союзу Борін Іван Андріанович (1908-1966).